# Fatmir Sejdiu
Fatmir Sejdiu (Paktašica kod Podujeva, 23. listopada 1951.) je bivši predsjednik Kosova. Za njegova mandata, 17. veljače 2008., Kosovo je proglasilo neovisnost, koju priznaje sve više država svijeta.
Osnovnu i srednju školu završio je u Podujevu, a zatim je studirao pravo na Sveučilištu u Prištini. Doktorirao je pravo. Skupština Kosova i Metohije ga je izabrala za predsjednika te pokrajine 10. veljače 2006., nakon smrti dotadašnjeg predsjednika, Ibrahima Rugove. Fatmir Sejdiu je bio jedan od autora Ustavnog okvira za Kosovo i Metohiju 2001. godine. Točno govori albanski, engleski i francuski jezik. Živi u Prištini, oženjen i ima troje djece.